# Cinematronics
 (octobre 2020).
Cinematronics Incorpored est une entreprise américaine fondée en 1975 qui a exercé son activité dans le domaine du développement de jeux vidéo sur borne d'arcade. L'entreprise a disparu en 1987, à la suite du rachat par Tradewest et son renommage en Leland Corporation.

## Description
Cinematronics ouvre ses portes en 1975 à El Cajon aux États-Unis.
L'entreprise a connu son âge d'or durant l'ère des jeux à affichage vectoriel. Tandis que d'autres sociétés créaient des jeux basés sur l'affichage matriciel, Cinematronics et Atari utilisaient l'affichage vectoriel, offrant des jeux à l'apparence distinctive et une capacité graphique plus grande, aux dépens de graphismes seulement en noir et blanc.
Cinematronics a créé des jeux célèbres comme Space Wars ou Dragon's Lair,.
À la suite d'une mauvaise gestion et de mauvaises décisions, l'entreprise est en banqueroute. Elle est rachetée par Tradewest en 1987, qui la renomme Leland Corporation. Le nouveau groupe perdurera jusqu'au rachat par WMS Industries, qui sera rattaché à Midway Games dans Tradewest.

## Autres logiciels
Dans les années 1990, Cinematronics a également développé des utilitaires logiciels, en dehors de sa production de jeux vidéo d’arcade. L’un des plus notables est un outil de compression de fichiers appelé Quantum. Ce programme, destiné aux systèmes MS-DOS et Windows 3.x, comprenait un compresseur 32 bits pour DOS (PAQ.EXE), un décompresseur DOS (UNPAQ.EXE) ainsi qu’un décompresseur graphique optimisé pour Windows (QWIN.EXE).
Quantum était conçu pour maximiser le taux de compression, même au détriment du temps de traitement. Il supportait la création d’archives multi-volumes (par exemple sur plusieurs disquettes), la conservation des chemins de fichiers, les commentaires et l’extraction sélective via interface graphique. Les fichiers produits portaient généralement l’extension .q et étaient distribués par le biais du bulletin board system (BBS) de Cinematronics à Austin, Texas.
Bien que Quantum n’ait jamais connu la popularité de formats comme ZIP ou RAR, il a été utilisé par des développeurs et des utilisateurs avancés à une époque de transition technologique. Le programme est aujourd’hui considéré comme un abandonware. En 2025, l’informaticien espagnol David Carrero a documenté la récupération de fichiers compressés avec Quantum grâce à une copie originale retrouvée sur disquette.

## Liste de jeux
- Alley Master (1988)
- Armor Attack (1980)
- Baseball The Season II (1987)
- Boxing Bugs (1981)
- Brix (1983)
- Cerberus (1985)
- Cosmic Chasm (1983)
- Danger Zone (1986)

Logo utilisé de 1978 à 1980

Logo utilisé de 1980 à 1987, avec le « C » emblématique de Cinematronics

- Double Play: Super Baseball Home Run Derby (1987)
- Dragon's Lair (1983)
- Embargo (1977)
- Express Delivery (1984)
- Flipper Ball (1976)
- Freeze (1982)
- Hovercraft (1983)
- Jack the Giantkiller (1982)
- Mayhem 2002 (1985)
- Naughty Boy (1982)
- Power Play (1985)
- 3D Pinball (1995)
- Redline Racer (1986)
- Rip Off (1980)
- Solar Quest (jeu vidéo) (1981)
- Space Ace (1984)
- Space Wars (1977)
- Star Castle (1980)
- Starhawk (1979)
- Sundance (1979)
- Tail Gunner (1979)
- Tailgunner II (1980)
- Warrior
- War of the Worlds (1982)
- World Series Baseball (1984)
- World Series - The Season (1985)
- Zzyzzyxx (1982)